# Bunuri mobile din domeniul științele naturii clasate în patrimoniul cultural național al României aflate în județul Arad
Acestă listă conține bunurile mobile din domeniul științele naturii clasate în Patrimoniul cultural național al României aflate la momentul clasării în județul Arad.

## Fond
| Foto | Informații generale | Detalii tehnice | Descriere | Deținător                               | Legături |
| ---- | ------------------- | --------------- | --- | --------------------------------------- | -------- |
|      | Ursus Spaeleus      |                 | Craniu de urs de peșteră cu incisivii lipsă. Lungimea totală: 470 mm; lungimea condilobazală: 435 mm; lungimea bizigomatică: 290 mm, distanța dintre canini: 62 mm. Datare: Pleistocen superior.            | Direcția Județeană pentru Cultură, Arad | Cimec    |
|      | Ursus Spaeleus      |                 | Craniu de urs de peșteră cu incisivii și caninii lipsă. Lungimea totală: 445 mm; lungimea condilobazală: 420 mm; lungimea bizigomatică: 275 mm, distanța dintre canini: 58 mm. Datare: Pleistocen superior. | Direcția Județeană pentru Cultură, Arad | Cimec    |